# Изабела Арагонска (Милано)
Вижте пояснителната страница за други личности с името Изабела Арагонска.
Изабела Арагонска (* 2 октомври 1470, Неапол, Неаполитанско кралство; † 11 февруари 1524, Неапол, Неаполитанско кралство) е неаполитанска принцеса, херцогиня на Милано, херцогиня на Бари, принцеса на Росано и титулувана кралица на Йерусалим.

## Живот
Дъщеря е на Алфонсо II (1448 – 1495), крал на Неаполитанското кралство, и Иполита Мария Сфорца (1445 – 1488).
През 1489 г. Изабела се омъжва за своя първи братовчед, херцогът на Милано, Джан Галеацо Мария Сфорца (1469 – 1494).
След смъртта на брат ѝ Фердинанд II, Изабела наследява титлите херцогиня на Бари, принцеса на Росано и кралица на Йерусалим.
Съществува теория, според която Изабела Арагонска е моделът, който Леонардо да Винчи е използвал при рисуването на Мона Лиза. Има предположение, че Изабела е имала морганатичен брак с Леонардо да Винчи, който единадесет години е бил дворцов художник на Милано, и му е родила двама сина и три дъщери.
Майке Фогт-Люерсен твърди, че жената зад загадъчната усмивка на Мона Лиза е Изабела Арагонска, херцогинята на Милано. Според Маике стилът на тъмнозелената рокля на Мона Лиза загатва, че жената е член на династията Сфорца. Нейната теория е, че Мона Лиза е първият официален портрет на новата херцогиня на Милано, което доказва, че той е рисуван през пролетта или лятото на 1489, а не през 1503 г. Въпреки различните теории последните открития на Хайделбергската академия потвърждават традиционната идентификация на Мона Лиза с Лиза дела Джоконда.
Съществува друг портрет на млада жена със светли коси (в галерията Дориа Памфили, Рим), дело на Рафаело, който притежава по-голяма прилика с Изабела Арагонска. Стилът на роклята ѝ е отнесен между 1515 и 1525 г., а жената показва символите на миланския клон на рода Сфорца – панделката, белия и червения цвят. По това време обаче Изабела е била на около 45 – 55 години и е имала тъмна коса.
Изабела Арагонска умира на 11 февруари 1524 в Неапол.

## Деца
- Франческо Сфорца (1491 – 1524) – херцог на Милано от 1494 до 1524;
- Бона Сфорца (1494 – 1557) – кралица на Полша и велика херцогиня на Литовското херцогство, съпруга на крал Зигмунт I Стари;
- Иполита Мария (1594 – 1501).